# Grgeteg
Grgeteg (en serbe cyrillique : Гргетег) est un village de Serbie situé dans la province autonome de Voïvodine. Il fait partie de la municipalité d’Irig dans le district de Syrmie (Srem). Au recensement de 2011, il comptait 76 habitants.
Avec Krušedol Prnjavor, Grgeteg forme une communauté locale, c'est-à-dire une subdivision administrative, de la municipalité d'Irig. Sur le territoire du village se trouve le monastère de Grgeteg, un des 16 monastères orthodoxes serbes de la Fruška gora.

## Géographie

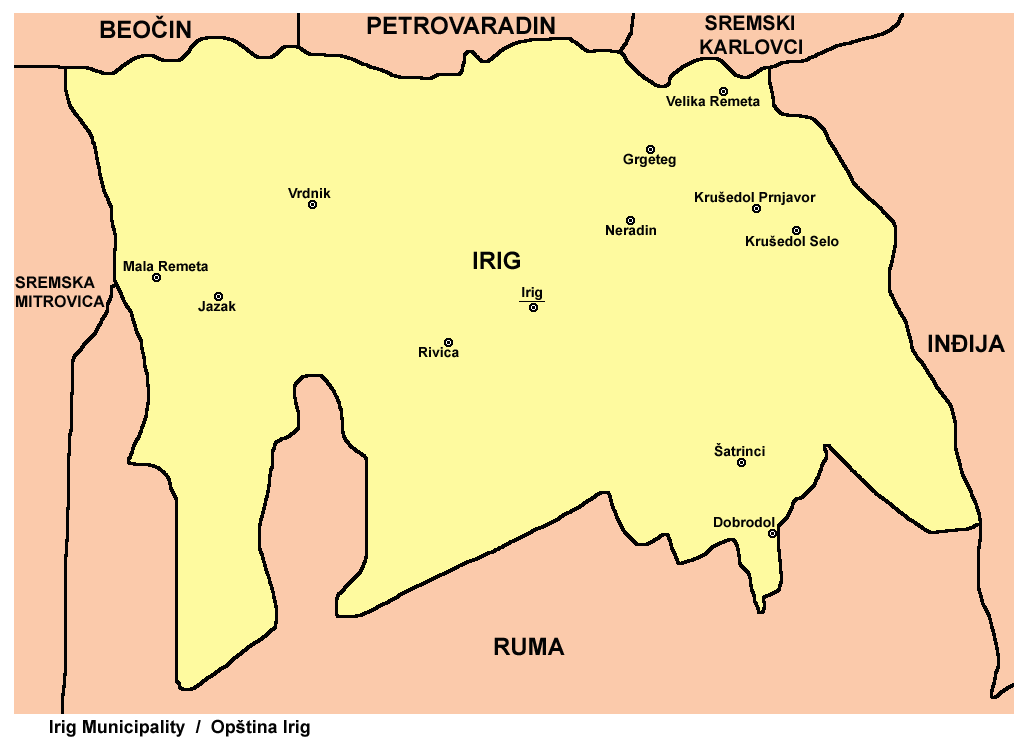
Localisation de Grgeteg dans la municipalité d'Irig

Grgeteg se trouve dans la région de Syrmie, sur les pentes méridionales du massif de la Fruška gora. Le village est situé au nord-est de la municipalité d'Irig, dans la plaine d'un ruisseau appelé Kalin, affluent gauche du Radovanac. Son territoire s'étend sur 632 ha, avec une altitude moyenne de 260 mètres ; il est le moins densément peuplé de la province de Voïvodine.
Grgeteg se trouve à 25 kilomètres de Novi Sad, 12 kilomètres d'Irig et 24 kilomètres de Ruma.

## Histoire
L'histoire de Grgeteg est étroitement liée à celle de son monastère, sans doute fondé au XVe siècle. Le village lui-même s'est développé à partir du XVIIIe siècle en tant que prnjavor, un village rural habité par des serfs dépendant de l'institution religieuse.

## Démographie
| 1948 | 1953 | 1961 | 1971 | 1981 | 1991 | 2002 | 2011 |
| ---- | ---- | ---- | ---- | ---- | ---- | ---- | ---- |
| 107  | 115  | 136  | 126  | 78   | 73   | 85   | 76   |

|  |

### Données de 2002
Pyramide des âges (2002)
En 2002, l'âge moyen de la population était de 45,5 ans pour les hommes et 53,2 ans pour les femmes.
Répartition de la population par nationalités (2002)
En 2002, tous les habitants du village étaient serbes.

### Données de 2011
En 2011, l'âge moyen de la population était de 54,6 ans, 50,8 ans pour les hommes et 57 ans pour les femmes.

## Économie
L'activité économique principale de Grgeteg est l'agriculture. Sur les 632 ha du village, 307 ha sont occupés par la forêt et 181 ha sont cultivés. On y produit notamment du maïs, du blé et de la luzerne.

## Tourisme
Le monastère de Grgeteg est situé sur le territoire du village ; selon la tradition, il a été fondé par le despote Vuk Grgurević en 1471 ; son existence est attestée pour la première fois en 1545-1546 ; le konak du monastère date du XVIIIe siècle et l'église abrite une iconostase peinte par Uroš Predić en 1902. L'ensemble est inscrit sur la liste des monuments culturels d'importance exceptionnelle de la République de Serbie.

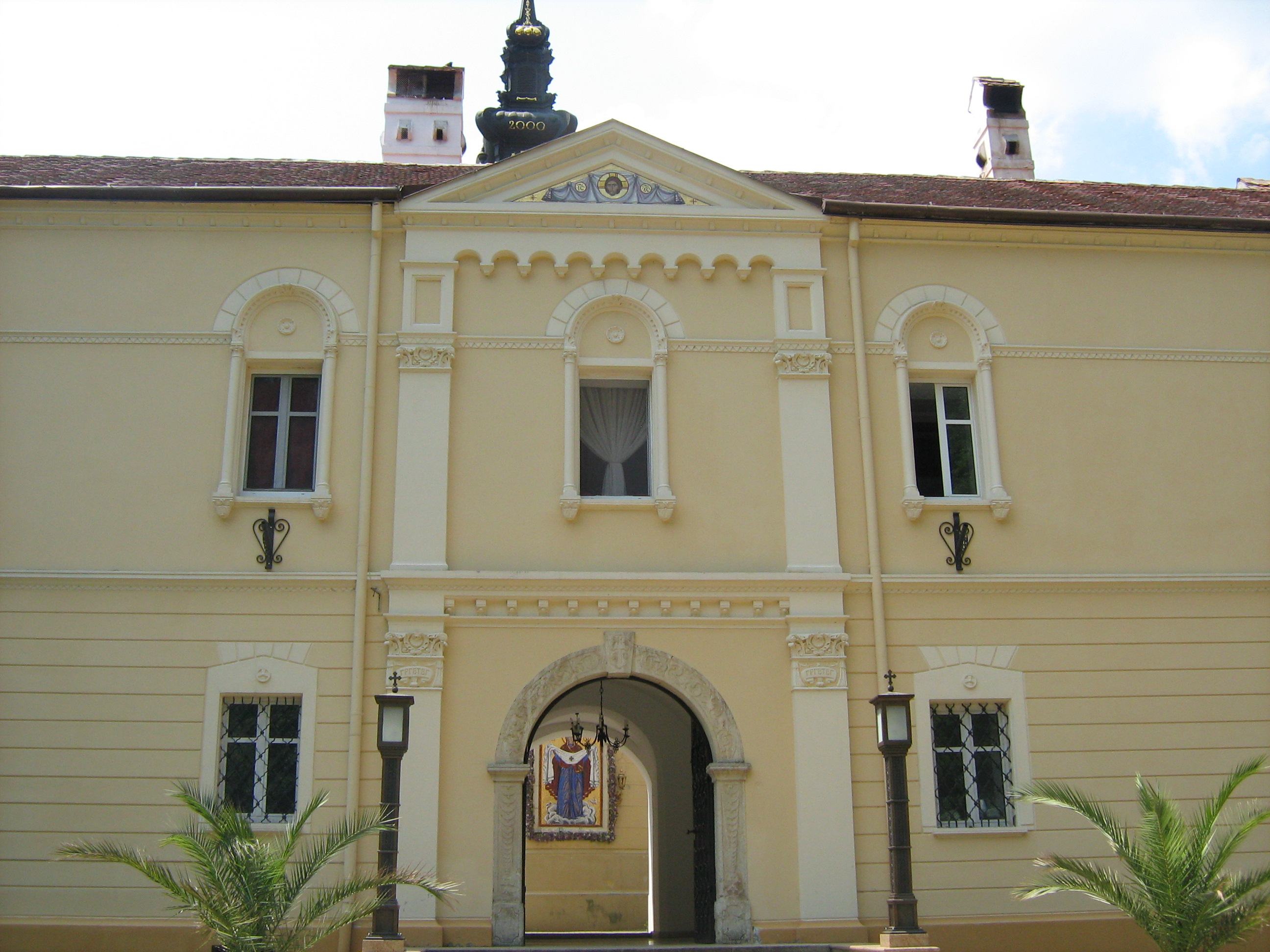
Le konak du monastère